# Zgornja Kapla
Zgornja Kapla (nemško Oberkappel)  je naselje v Občini Podvelka. Meji na Avstrijo, natančneje na naselja Hardegg in Altenbach  (obe v občini Oberhaag). Sosednja naselja so Spodnja Kapla, Ožbalt, Javnik, Brezno in Brezni vrh.